# Listă de conducători de stat din 1797
1793 - 1794 - 1795 - 1796 - 1797 - 1798 - 1799 - 1800 - 1801
Aceasta este o listă a conducătorilor de stat din anul 1797:

## Europa
- Anglia: George al III-lea (rege din dinastia de Hanovra, 1760-1820)
- Austria: Francisc I (arhiduce din dinastia de Habsburg-Lorena, 1792-1835; împărat, din 1804; totodată, rege al Cehiei, 1792-1835; totodată, rege al Ungariei, 1792-1835; totodată, rege al Germaniei, 1792-1806; totodată, împărat occidental, 1792-1806)
- Bavaria: Carol Teodor (principe elector din dinastia de Wittelsbach, ramura de Palatinat, 1777-1799)
- Cehia: Francisc al II-lea (rege din dinastia de Habsburg-Lorena, 1792-1835; totodată, arhiduce și împărat al Austriei, 1792-1835; totodată, rege al Ungariei, 1792-1835; totodată, rege al Germaniei, 1792-1806; totodată, împărat occidental, 1792-1806)
- Danemarca: Christian al VII-lea (rege din dinastia de Oldenburg, 1766-1808)
- Florența-Toscana: Ferdinand al III-lea (mare duce din dinastia de Habsburg-Lorena, 1790/1791-1801, 1814/1815-1824)
- Genova: Giacomo Maria Brignole (doge, 1779-1781, 1795-1797)
- Germania: Francisc al II-lea (rege din dinastia de Habsburg-Lorena, 1792-1806; totodată, arhiduce și împărat al Austriei, 1792-1835; împărat, din 1804; totodată, rege al Cehiei, 1792-1835; totodată, rege al Ungariei, 1792-1835; totodată, împărat occidental, 1792-1806)
- Gruzia: Irakli al II-lea (rege din dinastia Bagratizilor, 1762-1798; anterior, rege în Kakhetia, 1744-1762)
- Gruzia, statul Imeretia: Solomon al II-lea (rege din dinastia Bagratizilor, 1789-1810)
- Imperiul occidental: Francisc al II-lea (împărat din dinastia de Habsburg-Lorena, 1792-1806; totodată, arhiduce și împărat al Austriei, 1792-1835; împărat, din 1804; totodată, rege al Cehiei, 1792-1835; totodată, rege al Ungariei, 1792-1835; totodată, rege al Germaniei, 1792-1806)
- Imperiul otoman: Selim al III-lea (sultan din dinastia Osmană, 1789-1807)
- Liechtenstein: Alois I (principe, 1781-1805)
- Moldova: Alexandru Callimachi (domnitor, 1795-1799)
- Muntenegru: Petru I (vlădică din dinastia Petrovic-Njegos, 1782-1830)
- Parma și Piacenza: Ferdinand (duce din dinastia de Bourbon, ramura spaniolă, 1765-1802)
- Portugalia: Maria I (regină din dinastia de Braganca, 1777-1816)
- Prusia: Frederic Wilhelm al II-lea (rege din dinastia de Hohenzollern, 1786-1797) și Frederic Wilhelm al III-lea (rege din dinastia de Hohenzollern, 1797-1840)
- Rusia: Pavel I (împărat din dinastia Romanov-Holstein-Gottorp, 1796-1801)
- Sardinia: Carlo Emmanuele al IV-lea (rege din casa de Savoia, 1796-1798/1802)
- Saxonia: Frederic August al III-lea cel Drept (principe elector din dinastia de Wettin, 1763-1827; rege, din 1806; ulterior, arhiduce de Varșovia, 1807-1812/1815)
- Sicilia: Ferdinand al III-lea (rege din dinastia de Bourbon, 1759-1825)
- Spania: Carol al IV-lea (rege din dinastia de Bourbon, 1788-1808)
- Statul papal: Pius al VI-lea (papă, 1775-1799)
- Suedia: Gustav al IV-lea Adolf (rege din dinastia Holstein-Gottorp, 1792-1809)
- Transilvania: Gheorghe Banffy al II-lea de Losoncz (guvernator, 1787-1822)
- Țara Românească: Alexandru Ipsilanti (domnitor, 1774-1782, 1796-1797; anterior, domnitor în Moldova, 1786-1788) și Constantin Hangerli (domnitor, 1797-1799)
- Ungaria: Francisc I (rege din dinastia de Habsburg-Lorena, 1792-1835; totodată, arhiduce și împărat al Austriei, 1792-1835; totodată, rege al Cehiei, 1792-1835; totodată, rege al Germaniei, 1792-1806; totodată, împărat occidental, 1792-1806)
- Veneția: Lodovico Manin (doge, 1789-1797)

## Africa
- Așanti: Osei Kwame (așantehene, 1777-cca. 1801)
- Bagirmi: Abd ar-Rahman al III-lea Gauranga I (mbang, 1785-1806)
- Barotse: Mulambwa Santulu (litunga, cca. 1790-cca. 1835)
- Benin: Akengbuda (obba, cca. 1750-cca. 1804)
- Buganda: Kamanya (kabaka, 1794-1824)
- Bunyoro: Kyebambe al III-lea (Nyamutukura) (mukama, cca. 1785-cca. 1835)
- Burundi: Mutaga al III-lea Sebidingwa (mwami din a treia dinastie, cca. 1768-cca. 1801)
- Dahomey: Agonglo (Sindozan) (rege. 1789/1790-1797) și Adandozan (Madogugu) (rege, 1797-1818)
- Darfur: Abd ar-Rahmand ibn ar-Rașis ibn Ahmad Bakr (sultan, 1787-1800/1801)
- Ethiopia: Salomon al III-lea (împărat, 1796-1797, 1799) și Yonas (împărat, 1797-1798)
- Imerina: Andrianampoinimerina (Ramboasalama) (rege, 1794-1810)
- Imperiul otoman: Selim al III-lea (sultan din dinastia Osmană, 1789-1807)
- Kanem-Bornu: Ahmad Alimi (sultan, cca. 1793-1808)
- Lunda: Yaav yaMbany (mwato-yamvo, cca. 1760-cca. 1810)
- Maroc: Moulay Sliman ibn Mohammed (sultan din dinastia Alaouită, 1792-1822)
- Munhumutapa: Chiwayo (rege din dinastia Munhumutapa, 1790-1810)
- Oyo: Awole (rege, cca. 1790-cca. 1797)
- Rwanda: Kigeri al III-lea Ndabarasa (rege, cca. 1792-cca. 1797) și Mibambwe al II-lea Seentaabyo (rege, cca. 1797-cca. 1830)
- Swaziland: Ndungunya (Zikodze) (rege din clanul Ngwane, cca. 1780-cca. 1810)
- Tunisia: Hammuda ibn Ali (bey din dinastia Husseinizilor, 1782-1814)
- Wadai: Salih Derret ibn Joda (sultan, 1795-1803)

## Asia

### Orientul Apropiat
- Afghanistan: Zaman Șah (suveran din dinastia Durrani, 1793-1801)
- Arabia: Abd al-Aziz ibn Muhammad (emir din dinastia Saudiților/Wahhabiților, 1765-1803)
- Bahrain: Salman I (emir din dinastia al-Khalifah, 1796-1825)
- Iran: Agha Mohammad (șah din dinastia Kajarilor, 1779-1797) și Fath Ali Șah (șah din dinastia Kajarilor, 1797-1834)
- Imperiul otoman: Selim al III-lea (sultan din dinastia Osmană, 1789-1807)
- Kuwait: Abdullah I ibn Sabbah (emir din dinastia as-Sabbah, 1762-1812)
- Oman: Sultan ibn Ahmed (imam din dinastia Bu Said, 1792-1806)
- Yemen, statul Sanaa: al-Mansur Ali (imam, 1775-1809, 1835-1836)

### Orientul Îndepărtat
- Atjeh: Ala ad-Din Djauhar al-Alam Șah (sultan, 1795-1824)
- Birmania, statul Toungoo: Bodawpaya (rege din dinastia Alaungpaya, 1781-1819)
- Brunei: Muhammad Taj ad-Din (sultan, 1780-1792, 1793-1806)
- Cambodgia: interregnum (1796-1806)
- China: Renzong (Yongyan) (împărat din dinastia manciuriană Qing, 1796-1820)
- Coreea, statul Choson: Chongjo (Yi Sun) (rege din dinastia Yi, 1777-1800)
- India: John Shore (guvernator general, 1793-1798)
- India, statul Moghulilor: Jalal ad-din Ali Jauhar Șah Alam al II-lea (împărat, 1760-1788, 1788-1806)
- Japonia: Kokaku (împărat, 1780-1816) și Ienari (principe imperial din familia Tokugaua, 1787-1837)
- Laos, statul Champassak: Chao Phra Sai Raja Khativongsa (Thao Fay Na) (rege, 1791-1811)
- Laosul inferior: Intharavong (Chao In, Sai Settha-thirath) (rege, 1792-1804/1805)
- Laosul superior: Anuruth (rege, 1787/1791-1815/1817)
- Maldive: Nur ad-Din Hadji Hassan (sultan, 1778-1798)
- Mataram (Jogjakarta): Abd ar-Rahman Amangkubuwono al II-lea (Sultan Sepuh) (sultan, 1792-1810, 1811-1812, 1826-1828)
- Mataram (Surakarta): Pakubowono al IV-lea (Bagus) (sultan, 1788-1820)
- Nepal, statul Gurkha: Rana Bahadur Șah (Nirjunanda Svami) (rege, 1778-1799)
- Sri Lanka, statul Kandy: Rajadhi Rajasinha (rege, 1782-1798)
- Thailanda, statul Ayutthaya: Pra Putthayodfa Chulaloke (Rama I) (rege din dinastia Chakri, 1782-1809)
- Tibet: bLo-bzang Jam-dpal rgya-mtsho (dalai lama, 1759-1805)
- Tibet: Panchen bsTan-jai Nyi-ma (Tempe Nyima) (panchen lama, 1781-1852)
- Vietnam, Tay-son: Nguyen Quang Toan (conducător, 1792-1802)
- Vietnam (Hue): Nguyen Phuc Anh (rege din dinastia Nguyen, 1778-1802; ulterior, împărat în statul Vietnam, 1802-1820)

## America
- Hawaii: Kamehameha I (rege, 1795-1819)
- Statele Unite ale Americii: George Washington (președinte, 1789-1797) și John Adams (președinte, 1797-1801)